# Beata Parkanová
Beata Parkanová (* 18. ledna 1985 Třebíč) je česká scenáristka, spisovatelka a režisérka.

## Biografie
Beata Parkanová se narodila v Třebíči, ale pochází z Velkého Meziříčí, kde také vyrůstala. Později se s rodinou přestěhovala do Jihlavy, kde navštěvovala gymnázium. Na konci druhého ročníku gymnázia odešla do Prahy. V Praze vystudovala Gymnasium Josefa Škvoreckého, roku 2015 absolvovala katedru scenáristiky a dramaturgie na FAMU. Od roku 2005 se věnovala spisovatelství, kdy napsala několik knih s primárně dětskou tematikou.
V roce 2018 napsala scénář a zrežírovala film Chvilky, který byl natočen na Vysočině, natáčel se ve Velkém Meziříčí a v Jihlavě. Předpremiéra filmu proběhla ve velkomeziříčském Jupiter klubu. V roce 2022 získala za film Slovo cenu za režii na Karlovarském filmovém festivalu, za týž film získal cenu za hlavní mužskou roli Martin Finger.

## Dílo

### Film
- O Tondovi, který svítil, 2011, scénář
- Kdo neskáče, není Čech, 2013, scénář
- Andílek na nervy, 2015, scénář
- Chvilky, 2018, scénář, režie
- Slovo, 2022, scénář, režie